# Euphya tripunctata
Euphya tripunctata är en tvåvingeart som först beskrevs av Carl Ludwig Doleschall 1857.  Euphya tripunctata ingår i släktet Euphya och familjen Pyrgotidae.
Artens utbredningsområde är Moluckerna. Inga underarter finns listade i Catalogue of Life.